# Aguacate Creek (vattendrag i Stann Creek)
Aguacate Creek är ett vattendrag i Belize.   Det ligger i distriktet Stann Creek, i den sydöstra delen av landet, 60 kilometer sydost om huvudstaden Belmopan.
I omgivningarna runt Aguacate Creek växer i huvudsak städsegrön lövskog. Runt Aguacate Creek är det glesbefolkat, med 11 invånare per kvadratkilometer.